# Вулиця Богдана Гаврилишина (Київ)
Ву́лиця Богдана Гаврилишина — вулиця в Шевченківському районі міста Києва, місцевість Шулявка. Пролягає від Берестейського проспекту до вулиці Митрофана Довнар-Запольського і Ростиславської вулиці.
Прилучаються вулиці Шулявська, Віктора Ярмоли, Кирило-Мефодіївська і Старокиївська.

## Історія
На початку XX століття вулиця складалася з Піщаного провулку (на відрізку між вулицями Шулявською і теперішньою Віктора Ярмоли) і Маріїнської вулиці (від церкви святої Марії Магдалини, знесеної у 1935 році). У 1-й третині XX століття продовжена до сучасного Берестейського проспекту. 
У першій половині 1930-х років вся вулиця набула назву Маріїнська. 
З 1967 року мала назву вулиця Ванди Василевської, на честь польської та української комуністичної письменниці Ванди Василевської.
Сучасна назва на честь українського громадського діяча та мецената Богдана Гаврилишина — з 2018 року.

## Установи та заклади
- Відділення зв'язку № 116 (буд. № 18)
- Науково-технічний комплекс «Електронприлад» (буд. № 27/29)
- Інститут післядипломної освіти Національного університету харчових технологій (буд. № 7)
- Навчальний корпус факультету інформаційних технологій Київського національного університету ім. Шевченка (буд. №24)

## Зображення

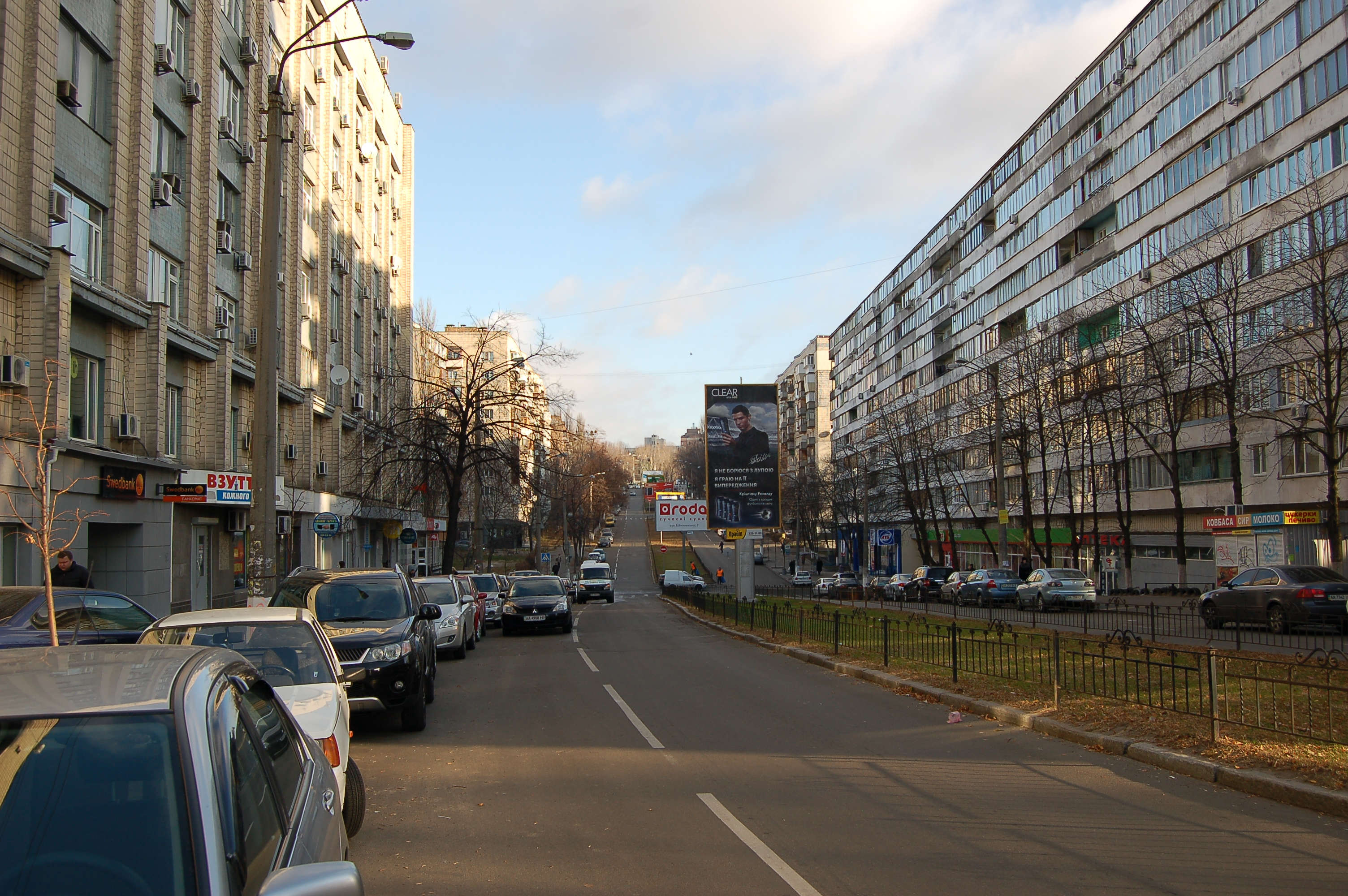